# Долсинополис
Долсинополис (порт. Dolcinópolis)  —  муниципалитет в Бразилии. входит в штат Сан-Паулу. Составная часть мезорегиона Сан-Жозе-ду-Риу-Прету. Входит в экономико-статистический  микрорегион Жалис, который входит в Сан-Жозе-ду-Риу-Прету. Население составляет 2195 человек на 2006 год. Занимает площадь 78,144 км². Плотность населения — 28,1 чел./км².
Праздник города — 19 октября.

## Статистика
- Валовой внутренний продукт на 2003 составляет 13.539.293,00 реалов (данные: Бразильский институт географии и статистики).
- Валовой внутренний продукт на душу населения на 2003 составляет 6.224,96 реалов (данные: Бразильский институт географии и статистики).
- Индекс развития человеческого потенциала на 2000 составляет 0,760 (данные: Программа развития ООН).